# John Gould Fletcher
John Gould Fletcher (ur. 3 stycznia 1886, zm. 20 maja 1950) – amerykański poeta, laureat nagrody Pulitzera.

## Życiorys
John Gould Fletcher urodził się w Little Rock. Jego rodzicami byli John G. Fletcher i Adolphine Krause. Studiował na Harvardzie, jednak nie był zainteresowany programem studiów i lekturami obowiązkowymi. Odszedł z uczelni przed końcowymi egzaminami. W 1932 roku przeżył załamanie nerwowe, które skutkowało pięciomiesięczną hospitalizacją. Popełnił samobójstwo, topiąc się w stawie niedaleko swojego domu w Little Rock w stania Arkansas.

## Twórczość
John Gould Fletcher był związany z imagizmem i z jego główną przedstawicielką, Amy Lowell. Uważany jest za jednego z najbardziej nowatorskich poetów amerykańskich XX wieku. Na polski jego wiersze tłumaczył Leszek Engelking.